# Policía política
La policía política es el servicio de policía Policía (institución) que generalmente opera en secreto para mantener la seguridad nacional contra amenazas internas al Estado.
El establecimiento de una policía política es una característica de los regímenes totalitarios. En lugar de hacer cumplir las leyes mediante una simple actuación policial, están sobrepasando el Estado de derecho. Sus políticas operan total o parcialmente en secreto. Esta cultura del secreto tiene como objetivo ocultar la mayoría de sus operaciones al público.

## Métodos
La policía política no sólo tiene autoridad policial tradicional para arrestar y detener, sino que en algunos casos también tiene control no supervisado sobre la duración de la detención. Las organizaciones de policía política emplean espías internos e informantes civiles para encontrar líderes de protestas o disidentes y también pueden emplear agentes provocadores para incitar a adversarios políticos a llevar a cabo actos ilegales contra el gobierno, tras lo cual se puede detener a dichos adversarios. Muchos gobiernos han utilizado la vigilancia política. Las fuerzas de policía política en dictaduras y estados totalitarios suelen utilizar violencia y actos de terror para reprimir la oposición política y pueden llevar a cabo eliminaciones físicas (asesinatos, desapariciones).
Los actos realizados por la policía política son la mayoría de las veces extrajudiciales. Estas fuerzas policiales no están controladas por los tribunales, sino por un partido político.
Aunque la policía política normalmente no existe en los estados democráticos, en casos de emergencia o guerra, una democracia puede delegar legalmente el mantenimiento del orden a servicios de seguridad que pueden compararse con la policía secreta.
Según el criminólogo Nicolas Desurmont, hay tres tipos de vigilancia: vigilancia ostentosa que puede conducir al acoso en grupo, vigilancia errática que es aleatoria y vigilancia encubierta que está oculta. La vigilancia ostentosa está asociada con la vigilancia política en un objetivo de linchamiento.